# Nueva Silesia
Nueva Silesia (en alemán: Neuschlesien o Neu-Schlesien) fue una pequeña provincia del Reino de Prusia desde 1795 a 1807, creada después de la Tercera Partición de Polonia. Estaba localizada al noroeste de Cracovia y al sureste de Częstochowa, en las tierras que habían sido parte del Ducado de Siewierz, uno de los Ducados de Silesia, y la adyacente provincia histórica polaca de Polonia Menor (el Voivodato de Cracovia), incluyendo las poblaciones de Żarki, Pilica, Będzin, y Sławków.
Nueva Silesia tenía su capital en Siewierz. Sin embargo, originalmente debía ser gobernado por la capital silesia Breslau (Wrocław) y después administrada en gran parte por Prusia del Sur. Después de la derrota de Prusia en la Guerra de la Cuarta Coalición en 1806, la provincia fue disuelta y el territorio fue convertido en parte del Napoleónico Ducado de Varsovia en los Tratados de Tilsit de 1807.